# JPEGMafia

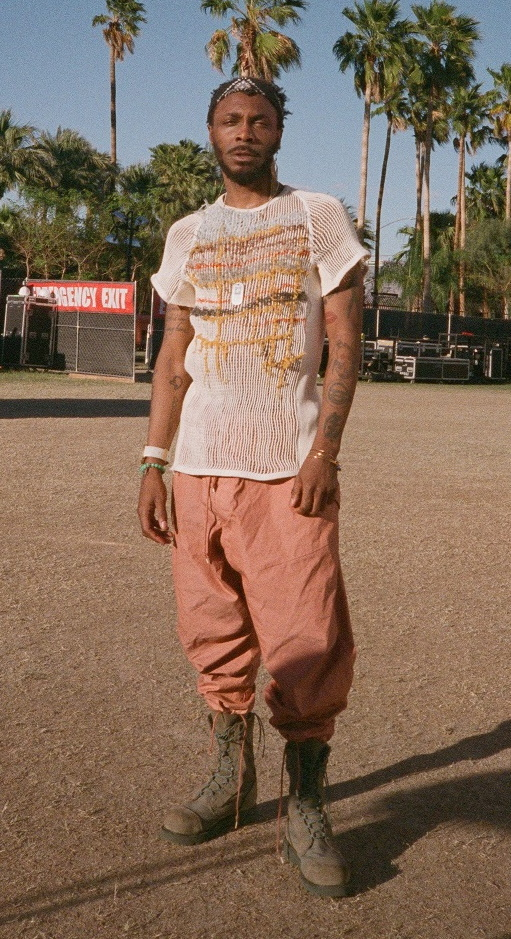
JPEGMAFIA (2019)

Barrington DeVaughn Hendricks  (* 22. Oktober 1989 in New York City), besser bekannt unter seinem Künstlernamen JPEGMafia (stilisiert als JPEGMAFIA), kurz JPEG oder Peggy, ist ein US-amerikanischer Rapper, Sänger und Musikproduzent. Er verbindet experimentelle, oft chaotische Beats mit politisch aufgeladenen Texten, die sich gegen gesellschaftliche Missstände, Polizeigewalt und White Supremacy richten. 

## Leben
Barrington DeVaughn Hendricks wurde in Flatbush, einem Stadtteil von Brooklyn, als Sohn jamaikanischer Eltern geboren und verbrachte dort den größten Teil seiner Kindheit. Im Alter von 13 Jahren zog er nach Alabama, wo er erheblichen Rassismus ausgesetzt war, der später einen starken Einfluss auf seine Musik haben sollte. Später gab er über Social-Media bekannt, dass seine Kindheit von "sexueller, verbaler und körperlicher Misshandlung“ geprägt war.
Hendricks zog im Zuge der Volljährigkeit nach Louisiana und trat aufgrund schlechter Lebensumstände in die US-Airforce ein. Im Laufe seines Militärdienstes bereiste er eine vielzahl an Ländern, darunter dem Irak, Kuwait, Deutschland und Japan, ehe er nach vierjähriger Dienstzeit aus der US-Airforce ausschied. In einem Interview erwähnte er, dass der Militärdienst sein negatives Menschenbild verstärkte.

## Karriere
Erste Veröffentlichungen via Bandcamp machte Hendricks – nachdem er das Sampling entdeckt hatte – bereits ab 2009 unter dem Pseudonym Devon Hendryx. Nach Beendigung seines Militärdienstes lebte er in Japan, wo er 2013 ein Mixtape mit dem Titel The Ghost~Pop Tape aufnahm und damit in Tokio für Aufsehen sorgte. Danach nahm er erstmals den Künstlernamen Jpegmafia an, wobei die Namensendung -mafia ähnlich dem US-amerikanischen Präfix A$AP die Zugehörigkeit zu einem Kollektiv zeigt.
2015 kehrte er in die Vereinigten Staaten zurück und ließ sich in Baltimore nieder. Nach dem Tod des jungen Afroamerikaners Freddie Gray in Polizeigewahrsam kam es in der Stadt zu Unruhen, und Jpegmafia produzierte innerhalb einer Woche seine wütende Darkskin Manson EP. In den kommenden Jahren versuchte Peggy, wie er fortan genannt wurde, mit
möglichst vielen Künstlern zusammenzuarbeiten, um sich in der vom DIY-Ethos geprägten Szene einen Namen zu machen. Am 15. Februar 2016 veröffentlichte er sein erstes Studioalbum beim Label Deathbomb Arc. Der Titel Black Ben Carson ist ein Seitenhieb auf den schwarzen Republikaner gleichen Namens, der mit seiner Politik in den Augen des Rappers seine Herkunft verleugnet. Im selben Jahr entstand in Kollaboration mit Freaky die EP The 2nd Amendment. Vor allem der ironische Track I Might Vote 4 Donald Trump sorgte für Aufmerksamkeit und wurde später vom Playlist-Projekt 30 Days, 50 Songs aufgegriffen.
Im Juni 2017 übersiedelte er nach Los Angeles. Mit der Veröffentlichung seines zweiten Studioalbums Veteran gelang ihm 2018 der Durchbruch. Das Album erhielt überwiegend positive Kritiken, unter anderem von Pitchfork und der Los Angeles Times, und wurde in mehrere Jahresendlisten aufgenommen. Bis November 2018 wurde es fast zehn Millionen Mal gestreamt und konnte einige prominente Fans wie Hannibal Buress oder Anthony Fantano gewinnen. Seine erste internationale Tournee, die „Reverse Christopher Columbus Tour“ führte ihn 2018/19 auch durch Europa.
Sein drittes Studioalbum All My Heroes Are Cornballs erschien im September 2019 und erreichte Platz 105 der Billboard 200.

## Stil
Die Musik von Jpegmafia wird den Genres Experimental Hip-Hop, Lo-Fi und Emo-Rap zugeordnet. Seine Produktion mit Samples von Computerspielen und Field Recordings ist von Noise und Industrial, vor allem Throbbing Gristle, beeinflusst. Das Spiel mit Soundelementen wie Rauschen und Brüchen brachte ihm Vergleiche mit Death Grips ein, die er jedoch ablehnt. Er bediene sich zwar der Energie des kalifornischen Trios, könne aber mit den abstrakten Texten nichts anfangen. Stattdessen sieht er sich selbst innerhalb des SoundCloud-Rap-Spektrums. Als größtes stilistisches und inhaltliches Vorbild nennt er Ice Cube und dessen Album AmeriKKKa’s Most Wanted, weitere Rap-Einflüsse sind oder waren The Diplomats, Ghostface, Jay-Z, Lil Wayne, Nas und Ol’ Dirty Bastard. Auch der Punkrock der Bad Brains dient ihm als Inspiration.
Trotz der Ernsthaftigkeit und Härte seiner Themen legt der Rapper Wert darauf, nicht wie ein Prediger zu wirken. Außerdem fehle es seinen Texten nicht an einem gewissen Maß anarcho-libertärem Humor (I Wipe My Ass With Confederate Flags, Libtard Anthem). Durch sein Rollenspiel als Bösewicht, Satiriker, Hood-Beschützer oder Nihilist gestalte er sein Werk absichtlich schwer fassbar und versuche, Gelegenheitshörer abzuschrecken. Das deutsche Juice bezeichnete ihn als „politische Stimme, feixenden Troll und genialen Experimentalmusiker zugleich“. Sein Albumcover zu Darkskin Manson, das sein nacktes Hinterteil in eine Konföderiertenflagge gehüllt zeigt, sei das ultimative „Fuck You“ an patriotische Symbolpolitik.

## Rezeption
Seit seiner Zeit in Baltimore sorgt Jpegmafia mit seinen provokanten Texten für Kontroversen. Geprägt von seiner Jugend in Alabama rappt er gegen Rednecks, Alt-Right und die Kräfte des Imperialismus. Nicht selten greift er prominente Ziele wie Ben Carson (Black Ben Carson) oder Morrissey (I Cannot Fucking Wait Until Morrissey Dies) direkt an. Auf dem Track Real Nega verwendet er den Begriff „crackers“ für Weiße, was ihm Vorwürfe des umgekehrten Rassismus einbrachte. Besonders umstritten sind jene Lieder, in denen er Polizeigewalt gegen afroamerikanische Mitbürger anprangert. In #trussmidaddi reagiert er auf das Attentat auf Polizisten in Dallas am 7. Juli 2016 mit den Zeilen „shout out to my nigga Micah Johnson down in Texas / he fucked them cops good / I can’t wait for the next hit“. Er bedient sich dazu bewusst jener Sprache, die zuvor in privaten Polizisten-E-Mails und rassistischen Tweets der Traditionalist Worker Party aufgetaucht war. Weitere Titel ähnlichen Sentiments lauten I Just Killed a Cop Now I’m Horny oder Cops Are the Target. Während er in einem Interview die US-Waffenkultur als Ganzes und deren Unterstützer wie die NRA und Donald Trump kritisierte, forderte er, dass Schwarze sich öfter auf den 2. Zusatzartikel zur Verfassung berufen sollten. Aufgrund dieser und ähnlicher Ansichten, die er in seinen Songtexten transportiert, wird Jpegmafia von vielen Medien als Teil einer Gegenkultur (Contrarian) gesehen.
Chris Kelly von der Washington Post attestierte dem Künstler dennoch ein verbindendes Talent:

“For all the violence in his lyrics, music and performance, there is catharsis and even affection. JPEGMAFIA is a uniter, not a divider, bringing together millennials and Gen Zers, no matter race, gender or sexuality.”

„Bei aller Gewalt in seinen Texten, Musik und Auftritt, ist da Katharsis und sogar Zuneigung. Jpegmafia ist ein Vereiner, kein Teiler, der Millennials und Gen Z unabhängig von Rasse, Geschlecht oder Sexualität zusammenbringt.“

## Diskografie

### Studioalben
- 2016: Black Ben Carson
- 2018: Veteran
- 2019: All My Heroes Are Cornballs
- 2021: LP!
- 2021: Offline!
- 2024: I Lay Down My Life For You

### Mixtapes und EPs
- 2009: Dreamcast Summer Songs (als Devon Hendryx)
- 2010: JoeChillWorld (als Devon Hendryx)
- 2011: Generation Y (als Devon Hendryx)
- 2012: The Rockwood Escape Plan (als Devon Hendryx)
- 2013: The Ghost~Pop Tape (als Devon Hendryx)
- 2015: Communist Slow Jams
- 2015: Darkskin Manson EP
- 2016: The 2nd Amendment (mit Freaky)
- 2020: EP!
- 2021: EP2!

### Singles
- 2016: Free Teanna (feat. Dyyo Faccina)
- 2017: Man Purse
- 2018: Does This Ski Mask Make Me Look Fat? (feat. Heno.)
- 2018: Millennium Freestyle
- 2018: Puff Daddy (feat. Kenny Beats)
- 2019: The Who (feat. Eyas)
- 2020: Bald!

### Kollaborationen
- The 2nd Amendment (2016) mit Freaky
- Scaring The Hoes (2023) mit Danny Brown

### Gastbeiträge
- 2018: Vengeance (Denzel Curry und ZillaKami)
- 2019: Hate You (Health)
- 2019: How to Build a Relationship (Flume)
- 2021: Chain On (Brockhampton)